# Jonathan Morgan

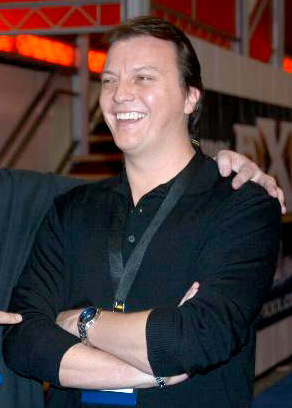
Jonathan Morgan

Jonathan Morgan, mit bürgerlichem Namen Scott Gallegos, (* 5. Februar 1966) ist ein US-amerikanischer Pornodarsteller, Regisseur, Produzent und Drehbuchautor.
Morgan begann als Darsteller vor der Kamera und gewann aufgrund seines komödiantischen Talents im Jahr 1994 einen AVN Award als Bester Darsteller in der Komödie Haunted Nights. Später wechselte er hinter die Kamera und gilt als einer der bekanntesten Regisseure für Komödien und Spielfilme im Porno-Geschäft und hat ca. 50 Filme als Regisseur gedreht, oft für Wicked Pictures. Zu seinen bekanntesten Werken gehören die im Jahr 2004 mit insgesamt sechs AVN Awards ausgezeichnete Science-Fiction Komödie Space Nuts, die Reality Soap Cupid’s Arrow, Hercules, Double Feature sowie Falling from Grace und Camp Cuddly Pines Powertool Massacre.
Er war von 2003 bis zu deren Tod im Jahr 2020 mit Nikki Fritz verheiratet. Morgan ist Mitglied der AVN Hall of Fame.

## Auszeichnungen
- 1994 AVN Award: Best Actor (Haunted Nights)
- 1994 AVN Award: Best Screenplay (Haunted Nights)
- 1994 AVN Award: Male Performer of the year
- 1997 AVN Award: Best Screenplay (Crazed)
- 2000 AVN Award: Best Director (Double Feature)[1]